# Myrcia innovans
Myrcia innovans är en myrtenväxtart som beskrevs av Hjalmar Frederik Christian Kiaerskov. Myrcia innovans ingår i släktet Myrcia och familjen myrtenväxter. Inga underarter finns listade i Catalogue of Life.